# Nechama Leibowitz
Nechama Leibowitz (3 de setembro de 1905 - 12 de abril de 1997) foi uma notável estudiosa da Bíblia e comentarista israelense que reacendeu o interesse no estudo da Bíblia.

## Páginas de estudo
Em 1942, Leibowitz começou a enviar estênceis de perguntas sobre a leitura semanal da Torá para quem os solicitasse. Essas planilhas, que ela chamava de gilyonot (páginas), seriam enviadas de volta para ela, e ela as revisaria pessoalmente e as devolveria com correções e comentários. Eles se tornaram muito populares e procurados por pessoas de todos os setores da sociedade israelense. Em 1954, Leibowitz começou a publicar seus "Estudos", que incluíam muitas das perguntas que apareciam em suas folhas de estudo, juntamente com comentários tradicionais selecionados e suas próprias notas sobre eles. Com o tempo, esses estudos foram reunidos em cinco livros, um para cada livro da Torá. Esses livros foram posteriormente traduzidos para o inglês pelo Rabino Dr. Aryeh (Laibel/Leonard) Newman.

## Trabalhos publicados
- ʻIyunim be-Sefer Bereshit: be-ʻiḳvot parshanenu ha-rishonim ṿeha-aḥaronim, 1966; Português: Estudos em Bereshit (Gênesis) no contexto do comentário bíblico judaico antigo e moderno, 1971
- ʻIyunim be-Sefer Shemot: be-ʻiḳvot parshanenu ha-rishonim ṿeha-aḥaronim, 1969; Eng. Estudos em Shemot (Êxodo), 1976
- ʻIyunim be-Sefer Yayikra: be-ʻiḳvot parshanenu ha-rishonim ṿeha-aḥaronim, 1982; Eng. Estudos em Vayikra (Levítico), 1980
- ʻIyunim be-Sefer BaMidbar: be-ʻiḳvot parshanenu ha-rishonim ṿeha-aḥaronim, 1994; Eng. Estudos em Bamidbar (Números), 1980
- ʻIyunim be-Sefer Devarim: be-ʻiḳvot parshanenu ha-rishonim ṿeha-aḥaronim, 1996; Eng. Estudos em Devarim (Deuteronômio), 1980
- Percepções da Torá, 1995
- Estudos sobre a Hagadá a partir dos ensinamentos de Nechama Leibowitz, 2002